# Chi Cá tra
Chi Cá tra (danh pháp khoa học: Pangasius) là một chi của khoảng 21 loài cá da trơn thuộc họ Cá tra (Pangasiidae).

## Phân loại
Vào thời điểm năm 1993, Pangasius là một trong hai chi (cùng với Helicophagus) của họ Pangasiidae. Khi đó, nó được chia ra thành 4 phân chi. Cụ thể:
- Pangasius phân chi Pangasianodon: Bao gồm P. gigas và P. hypophthalmus và được nhận biết do sự thiếu vắng râu hàm dưới, cũng như không có răng ở cá trưởng thành và sự tồn tại của bong bóng một thùy.
- Pangasius phân chi Pteropangasius: Bao gồm P. micronema và P. pleurotaenia và được nhận biết bằng 4 thùy của bong bóng với thùy cuối có nhiều đoạn.
- Pangasius phân chi Neopangasius: Bao gồm P. nieuwenhuisii, P. humeralis, P. lithostoma, P. kinabatanganensis, được nhận biết nhờ các răng vòm miệng sắp xếp thành một mảng lớn.
- Pangasius phân chi Pangasius là phân chi cuối cùng và không có đặc trưng nhận dạng cụ thể, chứa toàn bộ các loài còn lại.[1]

Sự phân chia thành các phân chi như vậy được xác nhận vào năm 2000, ngoại trừ phân chi Neopangasius, được phát hiện ra là đa ngành và là một phần của Pangasius phân chi Pangasius, vì thế chỉ còn lại là 3 phân chi.
Hiện nay các phân chi này được công nhận như là các chi tách biệt. Một số nguồn coi P. gigas và P. hypophthalmus thuộc về chi Pangasianodon, còn P. micronemus và P. pleurotaenia trong chi Pseudolais (với Pteropangasius là một từ đồng nghĩa).

### Các loài
Các loài được liệt kê theo Ferraris, 2007.
- Chi Pangasius
  - Pangasius bocourti Sauvage, 1880 (đồng nghĩa: P. altifrons): Cá ba sa (cá xác bụng). Lưu vực sông Mê Kông và Chao Phraya.
  - Pangasius conchophilus Roberts & Vidthayanon, 1991: Cá hú. Lưu vực sông Mê Kông, Bangpakong và Chao Phraya
  - Pangasius djambal Bleeker, 1846: Lưu vực sông Mê Kông và Malaysia/Indonesia.
  - Pangasius elongatus Pouyaud, Gustiano & Teugels, 2002: Hạ lưu sông Chao Phraya, Bangpakong và Mê Kông của khu vực Đông Dương.
  - Pangasius humeralis Roberts, 1989
  - Pangasius indicus † (Marck, 1876)
  - Pangasius kinabatanganensis Roberts & Vidthayanon, 1991
  - Pangasius krempfi Fang & Chaux, 1949: Cá bông lau
  - Pangasius kunyit Pouyaud, Teugels & Legendre, 1999: Cá tra bần
  - Pangasius larnaudii Bocourt, 1866(đồng nghĩa: P. burgini, P. larnaudei, P. larnaudi, P. larnaudiei, P. larnaudieri, P. taeniura, P. taeniurus): Cá vồ đém
  - Pangasius lithostoma Roberts, 1989
  - Pangasius macronema Bleeker, 1851(đồng nghĩa: P. aequilabialis, P. macronemus, P. siamensis): Cá xác sọc
  - Pangasius mahakamensis Pouyaud, Gustiano & Teugels, 2002
  - Pangasius mekongensis Gustiano, Teugels & Pouyaud, 2003
  - Pangasius myanmar Roberts & Vidthayanon, 1991
  - Pangasius nasutus (Bleeker, 1863)(đồng nghĩa: P. ponderosus)
  - Pangasius nieuwenhuisii (Popta, 1904)
  - Pangasius pangasius (Hamilton, 1822) (đồng nghĩa: P. buchanani, P. pangasius godavarii, P. pangasius pangasius, P. pangasius upiensis): Cá tra đuôi vàng, Ấn Độ-Myanma
  - Pangasius polyuranodon Bleeker, 1852(đồng nghĩa: P. juaro): Cá dứa
  - Pangasius rheophilus Pouyaud & Teugels, 2000
  - Pangasius sabahensis Gustiano, Teugels & Pouyaud, 2003
  - Pangasius sanitwongsei Smith, 1931(đồng nghĩa: P. beani, P. sanitwangsei): Cá vồ cờ

## Chuyển đi
- Phân chi Pteropangasius Fowler, 1937 (đồng nghĩa của chi Pseudolais Vaillant, 1902 trong Ferraris 2007)
  - Pseudolais micronemus Bleeker, 1847(đồng nghĩa: Pangasius micronemus, P. dezwaani, P. micronema, P. rios): Cá tra
  - Pseudolais pleurotaenia Sauvage, 1878(đồng nghĩa: Pangasius pleurotaenia, P. cultratus, P. fowleri, P. pleurotaenius): Cá xác bầu
- Phân chi Pangasianodon chuyển thành chi Pangasianodon Chevey, 1931
  - Pangasianodon gigas Chevey, 1931(đồng nghĩa: Pangasius gigas, P. paucidens): Cá tra dầu, đặc hữu của lưu vực sông Mê Kông, đã trở thành khan hiếm do đánh bắt thái quá. Cấm buôn bán quốc tế (CITES I, từ 1 tháng 7 năm 1975; CMS Phụ lục I).
  - Pangasianodon hypophthalmus (Sauvage, 1878)(đồng nghĩa: Pangasius hypophthalmus, P. sutchi, Helicophagus hypophthalmus): Cá tra nuôi. Ở sông Mê Kông và sông Chao Phraya, hiện loài cá này được đưa vào nuôi để làm cá thực phẩm ở quy mô lớn.

### Khác
Hai loài dưới đây có ít thông tin cụ thể: 
- Pangasius bedado: Indonesia. Có thể là đồng nghĩa của Pangasius djambal
- Pangasius tubbi: Malaysia. Có thể là đồng nghĩa của Pseudolais micronemus

Chuyển sang họ Schilbeidae có:
- Pangasius hexanema: đồng nghĩa gốc của Laides hexanema
- Pangasius longibarbis: đồng nghĩa gốc của Laides longibarbis

## Hóa thạch
Loài hóa thạch duy nhất của chi, P. indicus, được công bố là có niên đại từ phân đại Đệ Tam, có khả năng thuộc thế Eocen.

## Hình ảnh

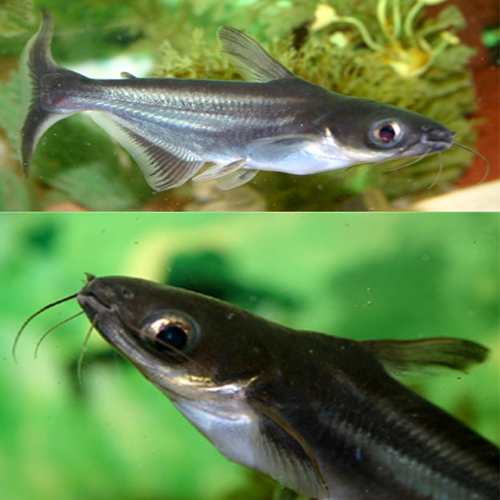
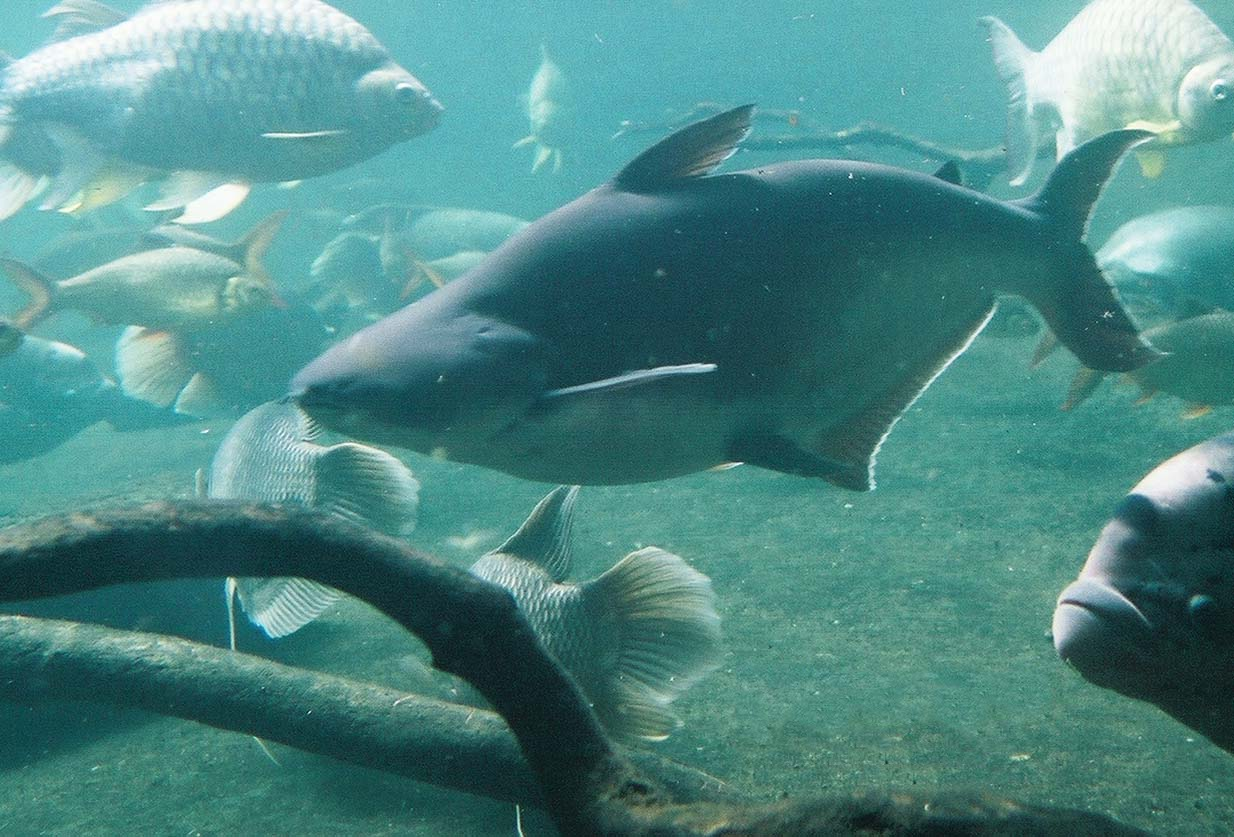
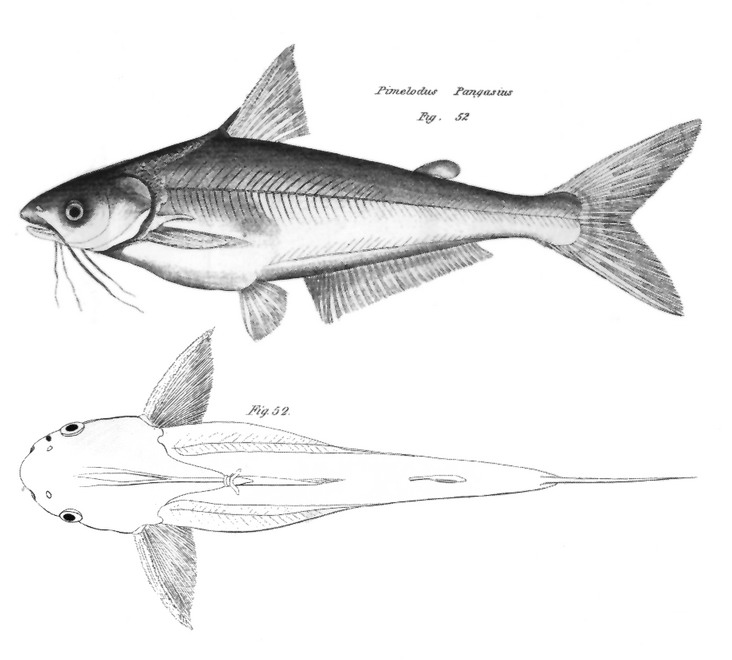